# شقران لبناني
شقران لبناني (الاسم العلمي:Puccinia libani) هو نوع من الفطريات يتبع جنس الشقران من الفصيلة الشقرانية.